# Masafumi Hara
Masafumi Hara (21 dicembre 1943) è un ex calciatore giapponese, di ruolo difensore.

## Statistiche

### Presenze e reti nei club
| Stagione | Squadra      | Campionato | Campionato | Campionato |
| Stagione | Squadra      | Comp       | Pres       | Reti       |
| -------- | ------------ | ---------- | ---------- | ---------- |
| 1965     | Yawata Steel | JSL        | ?          | ?          |
| 1966     | Yawata Steel | JSL        | ?          | ?          |
| 1967     | Yawata Steel | JSL        | ?          | ?          |
| 1968     | Yawata Steel | JSL        | ?          | ?          |
| 1969     | Yawata Steel | JSL        | ?          | ?          |
| 1970     | Nippon Steel | JSL        | ?          | ?          |
| 1971     | Nippon Steel | JSL        | ?          | ?          |
| 1972     | Nippon Steel | JSL1       | ?          | ?          |
| 1973     | Nippon Steel | JSL1       | ?          | ?          |
| 1974     | Nippon Steel | JSL1       | ?          | ?          |
|          | Totale       |            | 96         | 9          |